# کنبوچی، هوکایدو
کنبوچی، هوکایدو (به لاتین: Kenbuchi, Hokkaido) یک منطقهٔ مسکونی در ژاپن است که در Kamikawa Subprefecture واقع شده‌است. کنبوچی  ۳٬۸۰۴ نفر جمعیت دارد.